# Olympische Sommerspiele 1920/Teilnehmer (Großbritannien)
| Gelbes Symbol für Goldmedaillen mit stilisierten Olympischen Ringen | Graues Symbol für Silbermedaillen mit stilisierten Olympischen Ringen | Braundes Symbol für Bronzemedaillen mit stilisierten Olympischen Ringen |
| ------------------------------------------------------------------- | --------------------------------------------------------------------- | ----------------------------------------------------------------------- |
| 15                                                                  | 15                                                                    | 13                                                                      |

Das Vereinigte Königreich (Großbritannien und Nordirland) nahm an den Olympischen Sommerspielen 1920 in Antwerpen mit einer Delegation von 233 Athleten (217 Männer und 16 Frauen) an 83 Wettkämpfen in 20 Sportarten teil. Hinzu kam der Autor Theodore Andrea Cook, der an den Olympischen Kunstwettbewerben teilnahm und die Silbermedaille gewann. Fahnenträger bei der Eröffnungsfeier war der Leichtathlet und spätere Politiker und Friedensnobelpreisträger Philip Noel-Baker.

## Teilnehmer nach Sportarten

### Boxen
- Fred Adams
- Daniel Bowling
- Hugh Brown
- Jim Cater
- William Cuthbertson
Bronze  Fliegengewicht
- Frank Dove
- Harold Franks
Bronze  Halbschwergewicht
- James Gilmour
- Frederick Grace
- Alex Ireland
Silber  Fliegengewicht
- Harry Mallin
Gold  Mittelgewicht
- George McKenzie
Bronze  Bantamgewicht
- Ronald Rawson
Gold  Schwergewicht
- Frederic Virtue
- Frederick Whitbread
- Ted White

### Eiskunstlauf
| Männer - MacDonald Beaumont - Sydney Wallwork - Basil Williams Bronze Paarlauf | Frauen - Madeleine Beaumont - Phyllis Johnson Bronze Paarlauf - Ethel Muckelt |

### Fechten
- Jack Blake
- George Burt
- Ronald Campbell
- Robin Dalglish
- Geoffrey Doyne
- William Hammond
- Martin Holt
- Herbert Huntington
- Evan James
- Cecil Kershaw
- William Marsh
- Robert Montgomerie
- Barry Notley
- Alfred Ridley-Martin
- Edgar Seligman
- Edward Startin
- Roland Willoughby
- Thomas Wand-Tetley

### Fußball
- Achtelfinale
- George Atkinson
- Maurice Bunyan
- Charles Harbidge
- Jackie Hegan
- Kenneth Hunt
- Arthur Knight
- James Mitchell
- Frederick Nicholas
- John Payne
- Herbert Prince
- Richard Sloley

- ohne Einsatz:
- Jack Brennan
- Harry Buck
- Basil H. Gates
- Horace Albert Hambleton
- Wesley Eldred Harding
- Charles Robert Julian
- Humphrey Ward
- George Wiley

### Gewichtheben
- Percival Mills
- John Paine

### Hockey
- Gold
- Charles Atkin
- Jack Bennett
- Colin Campbell
- Harold Cassels
- Harold Cooke
- Eric Crockford
- Harry Haslam
- Arthur Leighton
- Jack MacBryan
- Sholto Marcon
- George McGrath
- Stanley Shoveller
- William Smith
- Cyril Wilkinson

### Leichtathletik
- Harold Abrahams
- John Ainsworth-Davis
Gold  4 × 400 m
- Benjamin Howard Baker
- Philip Noel-Baker
Silber  1500 m
- Denis Black
- Joe Blewitt
Silber  3000 m Mennschaft
- Guy Butler
Silber  400 m
Gold  4 × 400 m
- Timothy Carroll
- Charles Clibbon
- Larry Cummins
Silber  Querfeldeinrennen Mannschaft
- Victor d’Arcy
- Charles Dowson
- Eric Dunbar
- Harry Edward
Bronze  100 m
Bronze  200 m
- Wally Freeman
Silber  Querfeldeinrennen Mannschaft
- George Gray
- Cecil Griffiths
Gold  4 × 400 m
- Charlie Gunn
Bronze  10.000 m Gehen
- James Hatton
Silber  3000 m Mennschaft
- Frank Hegarty
Silber  Querfeldeinrennen Mannschaft
- William Hehir
- Albert Hill
Gold  800 m
Gold  1500 m
Silber  3000 m Mennschaft
- William Hill
- Percy Hodge
Gold  3000 m Hindernis
Silber  3000 m Mennschaft
- Leslie Housden
- William Hunter
- Carmichael Irwin
- Robert Lindsay
Gold  4 × 400 m
- Charles Lively
- Duncan McPhee
Silber  3000 m Mennschaft
- Bobby Mills
- Edgar Mountain
- Alfred Nichols
Silber  Querfeldeinrennen Mannschaft
- Tom Nicolson
- George Piper
- Eric Robertson
- William Seagrove
Silber  3000 m Mennschaft
- Christopher Vose
Silber  Querfeldeinrennen Mannschaft
- Edward Wheller
- James Wilson
Bronze  10.000 m
Silber  Querfeldeinrennen Mannschaft
- Hedges Worthington-Eyre

### Moderner Fünfkampf
- Thomas Wand-Tetley
- Hugh Boustead
- Edward Clarke
- Edward Gedge

### Polo
- Gold
- Frederick W. Barrett
- Vivian Lockett
- Tim Melvill
- John Wodehouse, 3. Earl of Kimberley

### Radsport
- Cyril Alden
Silber  Mannschaftsverfolgung
Silber  50 km
- Harry Genders
- Thomas Harvey
- Thomas Johnson
Silber  Sprint
Silber  Mannschaftsverfolgung
- Thomas Lance
Gold  Tandemsprint
- Herbert Henry Lee
- Dave Marsh
- Leon Meredith
- Edward Newell
- William Ormston
- Harry Ryan
Bronze  Sprint
Gold  Tandemsprint
- Jock Stewart
Silber  Mannschaftsverfolgung
- Albert White
Silber  Mannschaftsverfolgung

### Ringen
- Edgar Bacon
- Stanley Bacon
- Philip Bernard
Bronze  Federgewicht, Freistil
- Henry Inman
- Archie MacDonald
- George MacKenzie
- Frederick Mason
- Noel Rhys
- Walter Wilson
- Peter Wright
Bronze  Leichtgewicht, Freistil

### Rudern
- Jack Beresford
Silber  Einer

- John Alan Campbell
- Sebastian Earl
- Ewart Horsfall
- Walter James
- Robin Johnstone
- Richard Lucas
- Guy Nickalls
- Ralph Shove
- Sidney Swann
Silber  Achter

### Schießen
- William Ellicott
- William Grosvenor
- Harry Humby
- Enoch Jenkins
- Charles Palmer
- Ernest Pocock
- George Whitaker

### Schwimmen
| Männer - Harold Annison Bronze 4 × 200 m Freistil - Albert Dickin - Jack Dickin - Jack Hatfield - Rex Lassam - Ernest Parker - Percy Peter - George Robertson - Leslie Savage - William Stoney - Henry Taylor - George Webster | Frauen - Lillian Birkenhead - Hilda James Silber 4 × 100 m Freistil - Connie Jeans Silber 4 × 100 m Freistil - Grace McKenzie Silber 4 × 100 m Freistil - Charlotte Radcliffe Silber 4 × 100 m Freistil - Florence Sancroft |

### Segeln
- Robert Coleman
Gold  7-m-Klasse
- Thomas Hedberg
Gold  18-Fuß-Dinghy
- William Maddison
Gold  7-m-Klasse
- Francis Richards
Gold  18-Fuß-Dinghy
- Cyril Wright
Gold  7-m-Klasse
- Dorothy Wright
Gold  7-m-Klasse

### Tauziehen
- Gold
- George Canning
- Fred Holmes
- Frederick Humphreys
- Edwin Mills
- John Sewell
- James Shepherd
- Harry Stiff
- Ernest Thorne

### Tennis
| Männer - Alfred Beamish - Gordon Lowe - Oswald Turnbull Gold Doppel Männer - Max Woosnam Gold Doppel Männer Silber Doppel Mixed | Frauen - Geraldine Beamish Silber Doppel Frauen - Dorothy Holman Silber Einzel Silber Doppel Frauen - Kitty McKane Silber Doppel Mixed Bronze Einzel Gold Doppel Frauen - Winifred McNair Gold Doppel Frauen |

### Turnen
- 5. Platz im Mannschaftsmehrkampf
- Sidney Andrew
- Albert Betts
- Arthur Cocksedge
- James Cotterell
- William Cowhig
- Sidney Cross
- Horace Dawswell
- James Dingley
- Sidney Domville
- Hedley Doncaster
- Reginald Edgecombe
- Wyndham Edwards
- Harry Finchett
- Bernard Franklin
- J. Harris
- Samuel Hodgetts
- Stanley Leigh
- George Masters
- Ronald McLean
- Oliver Morris
- Ted Ness
- A. E. Page
- Alfred Pinner
- Teddy Pugh
- H. W. Taylor
- John Walker
- Ralph Yandell

### Wasserball
- Gold
- Charles Bugbee
- Billy Dean
- Chris Jones
- William Peacock
- Noel Purcell
- Paul Radmilovic
- Charles Sydney Smith

### Wasserspringen
| Männer - Harold Clarke - Ernest Walmsley - Albert Dickin | Frauen - Eileen Armstrong Silber Turmspringen 4 m und 8 m - Belle White |